# Афонинская (Шелотский сельсовет)
Афонинская — деревня в Верховажском районе Вологодской области.
Входит в состав Шелотского сельского поселения, с точки зрения административно-территориального деления — в Шелотский сельсовет.
Расстояние по автодороге до районного центра Верховажья — 70,5 км, до центра муниципального образования Шелоты — 1 км. Ближайшие населённые пункты — Петраковская, Макаровская, Фофановская, Шелота, Малое Погорелово, Степаново, Чавровская, Якунинская.
По переписи 2002 года население — 15 человек.